# Scrophularia heterophylla
Espèce
Classification phylogénétique
Synonymes
- Scrophularia heterophylla subsp. laciniata (Waldst. & Kit.) Maire & Petitm.[1]

Scrophularia heterophylla est une espèce de plantes herbacées vivaces de la famille des Scrofulariacées, originaire de l'est du bassin méditerranéen.

## Synonymes
- Scrophularia caesia Sm.
- Scrophularia chrysanthemifolia Bory & Chaub.
- Scrophularia lepetymnica P. Candargy

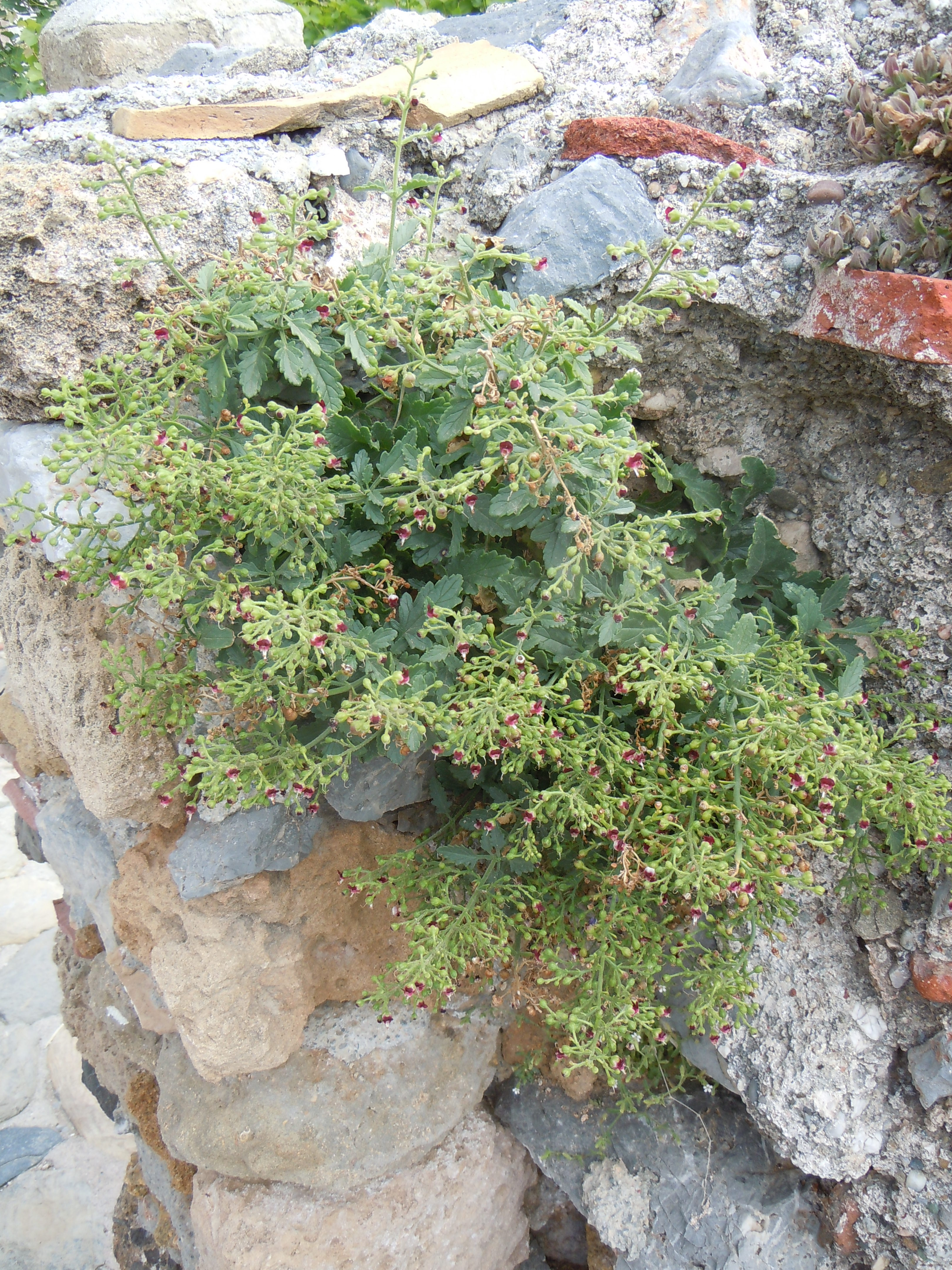
Scrophularia heterophylla poussant sur un mur en Grèce

- Scrophularia micrantha d’Urv.
- Scrophularia oliveriana Wydler
- Scrophularia sibthorpiana Spreng.
- Scrophularia taygetea Boiss.
- Scrophularia tenuis Hausskn.
- Scrophularia urvilleana Wydler[2]

## Description
Feuilles dentées ou profondément échancrées, assez charnues.

## Habitat
Sur les rochers ou les vieux murs, souvent près de la mer

## Liste des variétés et sous-espèces
Selon The Plant List (24 septembre 2019) :
- sous-espèce Scrophularia heterophylla subsp. laciniata (Waldst. & Kit.) Maire & Petitm.

Selon Tropicos (24 septembre 2019) (Attention liste brute contenant possiblement des synonymes) :
- sous-espèce Scrophularia heterophylla subsp. laciniata Maire & Petitm.
- variété Scrophularia heterophylla var. heterophylla